# Weidenthal (stacja kolejowa)
Weidenthal (niem: Bahnhof Weidenthal) – stacja kolejowa w Weidenthal, w regionie Nadrenia-Palatynat, w Niemczech. Stacja znajduje się w obszarze sieci Verkehrsverbundes Rhein-Neckar (VRN) i jest częścią strefy taryfowej 111.
Leży na linii kolejowej Mannheim – Saarbrücken. Została otwarta w dniu 25 sierpnia 1849.
Według klasyfikacji Deutsche Bahn, stacja posiada kategorię 5. 

## Linie kolejowe
- Mannheim – Saarbrücken